# زبان گوتی کریمه‌ای
گوتی کریمه‌ای یک زبان ژرمنی شرقی بود که توسط گوت‌های کریمه در برخی از مناطق دورافتاده شبه‌جزیره کریمه تا سده هجدهم میلادی گفتگو می‌شد.